# Dave Mustaine
David Scott Mustaine, ameriški kitarist, pisec pesmi in pevec, * 13. september 1961, La Mesa, Kalifornija, ZDA.
Mustaine je glavni kitarist, pisec pesmi in pevec metal skupine Megadeth.